# فيل جوستين (سياسي)
فيل جوستين (بالإنجليزية: Phil Heath)‏ هو سياسي أسترالي، ولد في 24 سبتمبر 1954 في بريزبان في أستراليا. حزبياً، نشط في حزب العمال الأسترالي. وقد انتخب عضو المجلس التشريعي ولاية كوينزلاند.